# Simone Biasci
Simone Biasci (Pontedera, 6 aprile 1970) è un dirigente sportivo ed ex ciclista su strada italiano.
Professionista dal 1992 al 1997, conta sette vittorie nella massima categoria, fra cui spicca il successo nella settima tappa della Vuelta a España 1994.

## Carriera
Dopo essersi distinto nelle categorie giovanili e dilettantistiche vincendo corse del calibro del Gran Premio di Carnago ed il Gran Premio Industrie del Marmo, passò professionista nell'agosto del 1992 con la sammarinese Mercatone Uno; in quel primo assaggio di professionismo partecipò al Giro di Lombardia e concluse al terzo posto la Coppa Sabatini.
Nel 1993 riuscì a raggiungere la sua prima vittoria in una frazione di una corsa americana, ebbe modo di partecipare ad importanti classiche del nord come Giro delle Fiandre e Parigi-Bruxelles e concluse al sesto posto il Giro di Puglia. La sua stagione migliore fu però il 1994, quando riuscì ad aggiudicarsi una tappa della Vuelta a España, al termine di una lunga fuga, e due frazioni del Giro di Catalogna.
Dopo un 1995 senza vittorie, nel 1996 in maglia Saeco (ex Mercatone Uno) partecipò al Tour de France e tornò al successo sempre in Spagna, vincendo due frazioni in altrettante brevi corse a tappe; concluse inoltre al secondo posto la Clásica de Alcobendas dietro al connazionale Stefano Cembali.
Nel 1997 si accasò alla Kross-Selle Italia di Gianni Savio, con cui affrontò il suo primo ed unico Giro d'Italia senza però riuscire a concluderlo; con questa, che sarà la sua ultima formazione tra i professionisti, si aggiudicò una tappa della Vuelta y Ruta de México e ottenne un quinto posto alla Coppa Placci.
Negli anni seguenti non abbandonò comunque il mondo del ciclismo gareggiando fino al 2006 come dilettante e ottenendo anche vittorie significative in corse open come Tour de Tunisie e Vuelta a Cuba. Nel biennio 2007-2008 fu quindi direttore sportivo del Continental Team sammarinese Cinelli-OPD.

## Palmarès
- 1988 (Juniores)

Campionati italiani, Prova in linea Juniores
- 1989 (Dilettanti, una vittoria)

Gran Premio San Rocco - Isorella
- 1990 (Dilettanti, tre vittorie)

Gran Premio di Carnago
Gara Ciclistica Milionaria
Targa Crocifisso
- 1991 (Dilettanti, tre vittorie)

Gran Premio Industria del Cuoio e delle Pelli
Circuito Valle del Liri
2ª tappa Corsa della Pace (Hradec Králové > Hradec Králové)
- 1992 (Dilettanti, tre vittorie)

Gran Premio Industrie del Marmo
Gran Premio Montanino
Trofeo Matteotti - Marcialla
- 1993 (Mercatone Uno, una vittoria)

2ª tappa West Mountain Virginia Classic
- 1994 (Mercatone Uno, tre vittorie)

7ª tappa Vuelta a España (Baza > Alicante)
2ª tappa Volta Ciclista a Catalunya (L'Hospitalet > La Sénia)
3ª tappa Volta Ciclista a Catalunya (Santa Bàrbara > Barcellona)
- 1996 (Saeco, due vittorie)

6ª tappa Vuelta Ciclista Asturias (Cangas del Narcea > Oviedo)
2ª tappa Euskal Bizikleta (Elgoibar > Etxarri Aranatz)
- 1997 (Kross-Selle Italia, una vittoria)

4ª tappa Vuelta y Ruta de México (? > Guadalajara)
- 2003 (Dilettanti, una vittoria)

13ª tappa Vuelta a Cuba (San Cristóbal > L'Avana)
- 2004 (Dilettanti, una vittoria)

9ª tappa Tour de Tunisie (Nabeul > Kélibia)
- 2005 (Dilettanti, una vittoria)

13ª tappa Vuelta a Cuba (San Cristóbal > L'Avana)
- 2006 (Dilettanti, una vittoria)

3ª tappa Vuelta a Cuba (Santiago de Cuba > Bayamo)

## Piazzamenti

### Grandi Giri
- Giro d'Italia

1997: ritirato (6ª tappa)
- Tour de France

1996: 126º
- Vuelta a España

1994: ritirato (10ª tappa)

### Classiche monumento
- Milano-Sanremo

1994: 46º
- Giro delle Fiandre

1993: 80º
- Giro di Lombardia

1992 39º